# Dasheng, Shangdong
Dasheng (kinesiska: 大盛镇, 大盛) är en köping i Kina. Den ligger i provinsen Shandong, i den östra delen av landet, omkring 170 kilometer öster om provinshuvudstaden Jinan. Antalet invånare är 31797. Befolkningen består av 15 438 kvinnor och 16 359 män. Barn under 15 år utgör 11,0 %, vuxna 15-64 år 77 %, och äldre över 65 år 11,0 %.
Genomsnittlig årsnederbörd är 853 millimeter. Den regnigaste månaden är juli, med i genomsnitt 294 mm nederbörd, och den torraste är januari, med 8 mm nederbörd.